# Mesosa irrorata
Mesosa irrorata es una especie de escarabajo longicornio de la subfamilia Lamiinae. Fue descrita científicamente por Gressitt en 1939.
Se distribuye por China. Posee una longitud corporal de 15,5-16,5 milímetros. El período de vuelo de esta especie ocurre en los meses de julio y agosto.